# Iphiaulax hians
Iphiaulax hians är en stekelart som beskrevs av Perez 1907. Iphiaulax hians ingår i släktet Iphiaulax och familjen bracksteklar. Inga underarter finns listade i Catalogue of Life.